# Gigolò (film)
Gigolò (anche conosciuto come Just a Gigolo) (titolo originale Schöner Gigolo, armer Gigolo) è un film del 1978 diretto da David Hemmings con protagonista David Bowie. Ambientato in una Berlino post prima guerra mondiale, vede impegnati anche Sydne Rome, Kim Novak e, nella sua ultima apparizione sugli schermi, Marlene Dietrich. Il film non fu ben accolto e questo portò Bowie ad affermare a proposito della pellicola che si trattava "dei suoi 32 film di Elvis Presley condensati in uno".

## Trama
Un ufficiale prussiano torna a Berlino alla fine della I Guerra mondiale. Non riesce a trovare impiego in alcuna maniera nell'allora Repubblica di Weimar, inizia così a lavorare come gigolò in un bordello condotto dalla Baronessa. Viene casualmente ucciso in un combattimento in strada fra nazisti e comunisti. Entrambi gli schieramenti reclamano il corpo ma i nazisti riescono a farlo loro e a seppellirlo con gli onori, "un eroe della causa che non supportò".

## Produzione
All'uscita del film, David Hemmings dichiarò che Gigolò era altamente ironico riguardo al periodo storico trattato. Marlene Dietrich fu convinta a ritornare un'ultima volta sugli schermi per girare questo film, ambientato nella sua Berlino. Risulta che l'attrice ricevette 250.000 dollari per soli due giorni di riprese. David Bowie accettò di recitare nel film proprio in virtù della partecipazione della Dietrich volendola incontrare, ma i due non si incrociarono mai sul set, e le scene che li vedevano entrambi protagonisti, furono montate ad arte per far sembrare che i due recitassero insieme.
Fu il secondo film interpretato da Bowie dopo la pellicola di Nicolas Roeg L'uomo che cadde sulla Terra (1976). Se nel film, Roeg giocò sull'identificazione del primo Bowie con la fantascienza ed il suo aspetto alieno, in Gigolò venne sottolineato il suo interesse di allora per la Berlino anteguerra.

## Colonna sonora
La colonna sonora di Gigolò include brani jazz e da cabaret eseguiti da vari artisti inclusi Pasadena Roof Orchestra, The Manhattan Transfer e Village People. Oltre a recitare nel film, Sydne Rome canta la canzone Don't Let It Be Too Long, scritta da David Hemmings e dal compositore Günther Fischer, mentre Marlene Dietrich esegue il brano Just a Gigolo.
A differenza di quanto fatto per L'uomo che cadde sulla Terra, Bowie contribuì alla pellicola con un brano musicale originale di sua composizione, Revolutionary Song, composto insieme al direttore musicale Jack Fishman ed eseguito da una band chiamata The Rebels. Il brano venne pubblicato su singolo in Giappone, diventando in seguito oggetto per collezionisti.

## Accoglienza
Il 23 maggio 1978 il film venne presentato fuori concorso al Festival di Cannes in una prima versione da 147 minuti, senza suscitare entusiasmi. In una versione rimaneggiata dal regista, ebbe poi la sua prima a Berlino il 16 novembre 1978. Non ricevette buone critiche e fu presto tolto dalle sale. Hemmings rimontò quindi nuovamente la pellicola accorciandola a una versione da 105 minuti di durata in occasione del debutto in Gran Bretagna a Leicester Square fissato per il 14 febbraio 1979 dove, mentre tutti erano in abiti eleganti e smoking, Bowie e la fidanzata di allora si presentarono in kimono. Le recensioni furono nuovamente negative; il Sunday Mirror definì il film "tutto fumo e niente arrosto" e considerò Bowie "completamente fuori parte", mentre Time Out consigliò ai propri lettori di "ignorare" semplicemente il film. Per il mercato statunitense, dove il film venne distribuito nel maggio 1981, il metraggio della pellicola venne ulteriormente ridotto a 98 minuti.
Nel corso di un'intervista concessa a NME nel settembre 1980, a proposito del film Bowie disse:
(David Bowie)
I vari biografi di Bowie nel corso degli anni hanno definito il film invariabilmente "uno strazio", "un assoluto flop", e una "débâcle". La reputazione dell'opera presso i critici non è migliorata con il passare del tempo, nel 2005 Leslie Halliwell descrisse Gigolò una "disavventura internazionale ... interminabile ... goffamente realizzata", mentre Leonard Maltin nel 2006 lo definì uno "strano melodramma mediocre".